# Casa de Castilla

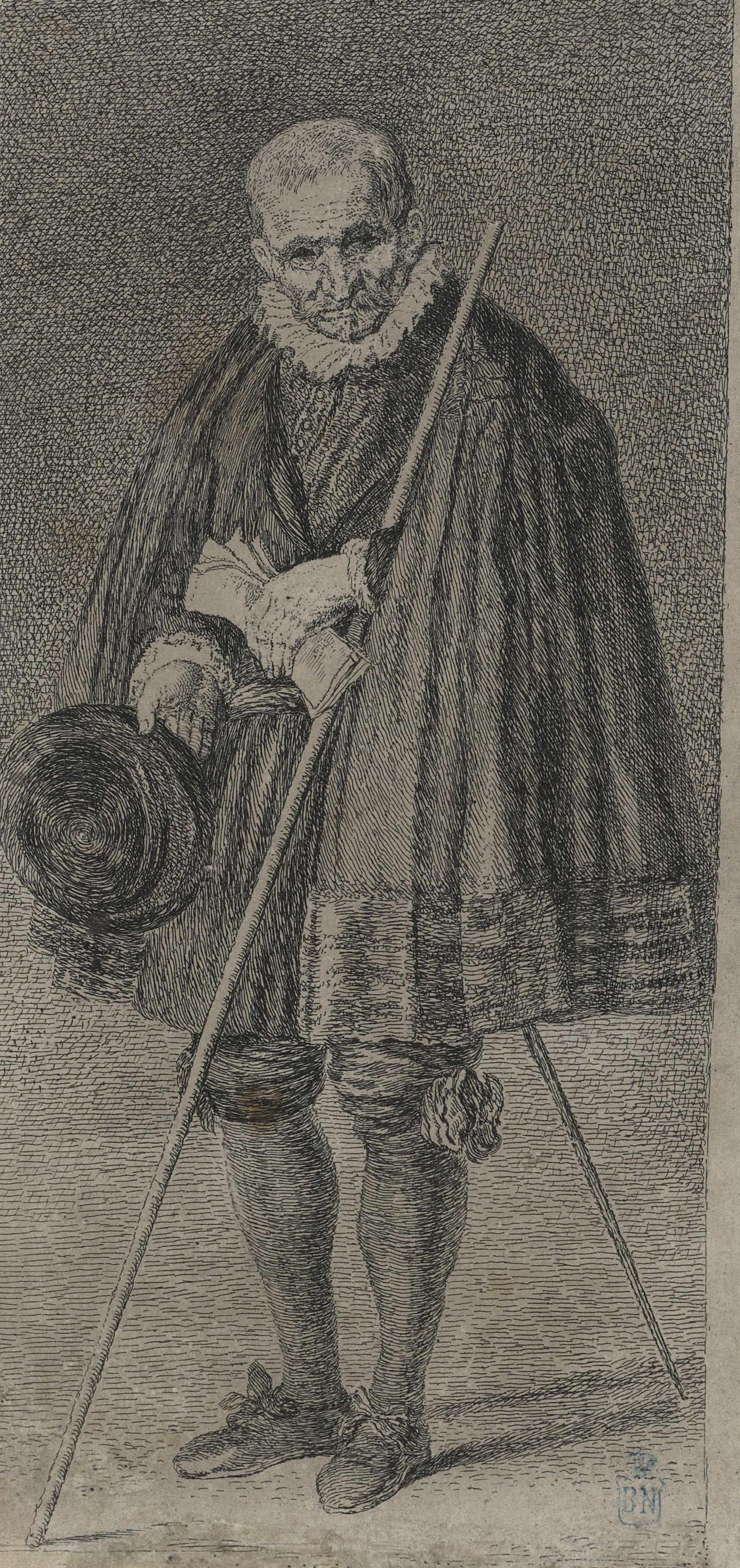
Ochoa, con la vara de portero de cámara, oficio de la Casa de Castilla (Aguafuerte de Goya, copia de Velázquez)

La casa de Castilla fue una institución destinada al servicio de los reyes de Castilla, desaparecida en 1749.

## Historia
La casa de Castilla surgió en el reinado de Alfonso VI para servir a este monarca. En este primer momento ya se identifican tres núcleos principales: aula, cámara y capilla, que se irían desarrollando posteriormente. Bajo los Trastámara, los servicios de la Casa de Castilla se dividirían en: capilla, oficios de la casa y mesa, cámara, caballeriza, caza y guardia.
Desde el acceso al trono de Carlos I de España, la Casa de Castilla compartió el servicio del rey con los servidores flamencos y borgoñones de este monarca que formarían la que sería conocida como Casa de Borgoña. Además, tras la muerte de Fernando el Católico en 1516, se uniría la Casa de Aragón. A lo largo del reinado de Carlos I, la casa de Castilla perdería su prioridad frente a la casa de Borgoña. En el caso de esta última, Carlos I realizó una hispanización mediante el nombramiento de españoles para cargos dentro de la misma.
Durante el reinado de Felipe II, algunos de los cargos más importantes de la casa de Castilla pasaron a fundirse en otros ya existentes en la casa de Borgoña, como por ejemplo:
- El de camarero mayor, Antonio de Rojas, que pasó a ser sumiller de corps (cargo propio de la casa de Borgoña).
- El escribano, Francisco de España, pasó a ser grefier (posición en la casa de Borgoña).

Otros oficios de la Casa de Castilla desaparecerían en el reinado de Felipe II, como por ejemplo: el maestresala, reposteros de estrado, trinchantes, etc. Asimismo, los pajes de la casa de Castilla, pasaron a ser pajes en la casa de Borgoña.
En general, siguiendo Mayoral López, durante este reinado de Felipe II, el número de servidores de la casa de Castilla pasó de unos 240 integrantes a menos de 100.
Durante el último cuarto del siglo XVI surgieron diversas opiniones contrarias a la preeminencia de la casa de Borgoña sobre la de Castilla. Entre ellas, las propias Cortes de Castilla (por ejemplo, en sus reuniones de 1579 y especialmente, en la de 1598) o fray Prudencio de Sandoval.
En el reinado de Felipe IV, la casa de Castilla padecería numerosos problemas económicos que continuarían en el reinado de Carlos II. Además gran parte de sus oficios se redujeron, así, los monteros de guarda pasaron de 48 en 1668, a 34 en 1700.
Con el advenimiento de la casa de Borbón al trono de España la situación continuó siendo similar a la del final del reinado de Carlos II. Dentro del reinado del primero de los Borbones, Felipe V, el cardenal Alberoni realizó un proyecto para su supresión en 1718. El reinado de Luis I supuso una posibilidad real de reorganización de las casas de Borgoña y de Castilla, en torno a la revitalización de esta última.
En 1749, Fernando VI decretó su unificación y desaparición.
En el momento de su desaparición, los sueldos de la casa de Castilla sumaban 167.482 reales, cantidad reducida frente a los de la Casa de Borgoña.

## Descripción
Durante el reinado de Felipe III, la casa de Castilla contaba con los siguientes oficios exclusivos (es decir, que no formaban parte de la Casa de Borgoña):
- Capilla mayor
  - Capellán mayor
  - Predicadores
  - Capellanes
  - Teniente de maestro de capilla
  - Cantores
- Oficios 
  - Teniente de Mayordomo Mayor
  - Veedor y contador[7]
  - Despensero mayor y pagador
  - Tesorero del Alcázar de Segovia
  - Oficios de manos de la Casa de Castilla
    - Maestro ballestero
    - Espadero
    - Tundidor
    - Guantero y perfumero
    - Pelotero
    - Tirador de oro
    - Corrier
- Continos
- Músicos
  - Trompetas
  - Atabaleros
  - Cantores
  - Músicos de tecla
  - Ministriles
- Monteros
- Porteros de cámara (que prestaban servicio: junto al rey, en la Real Chanchillería de Valladolid, y en la Real Chancillería de Granada)
- Porteros de cadena[8]
- Caza de volatería
  - Cazador mayor
  - Teniente de cazador mayor
  - Capellán de la caza
  - Cazadores
  - Cazador del búho
  - Guantero de la caza
  - Catarriberas
  - Redero
  - Halconeros
- Cazador de montería
  - Sotamontero
  - Capellán de la montería
  - Alguacil y guarda de las telas
  - Monteros de monte
  - Monteros de trahílla
  - Mozos de lebreles
  - Mozos de ventores
  - Criadores de sabuesos y lebreles
- Escuderos a pie